# 哈爾伯 (愛荷華州)
哈爾伯（英語：Halbur）是一個位於美國愛荷華州卡洛爾縣的城市。

## 地理
哈爾伯的座標為42°00′23″N 94°58′18″W / 42.00639°N 94.97167°W，而該地的平均海拔高度為429米（即1407英尺）。

## 人口
根據2010年美國人口普查的數據，哈爾伯的面積為0.52平方千米，當中陸地面積為0.52平方千米，而水域面積為0.00平方千米。當地共有人口246人，而人口密度為每平方千米473人。